# CNN Airport
CNN Airport (anteriormente conhecido como CNN Airport Network) foi um canal por satélite de noticias, meteorologia, bolsa, entretenimento e recursos para aeroportos em toda a América do Norte. O canal estreou em 20 de janeiro de 1992, e era mostrado em 43 aeroportos ao redor do mundo.

 A programação encerrou suas atividades em 31 de março de 2021.

## História
A rede foi originalmente teste lançado a partir de 3 junho–14 julho de 1991, Aeroporto de Dallas-Fort Worth International, Hartsfield-Atlanta International Airport e Aeroporto Internacional O'Hare, e estreou oficialmente em 20 de janeiro de 1992 como a CNN Airport Network, e é mostrado atualmente em 58 aeroportos nos Estados Unidos, em televisores localizados no portão áreas e de embarque.

## Aeroportos com o canal
Todos os aeroportos que exibem o canal:
- Schiphol Airport, Amsterdam, Netherlands
- Asheville Regional Airport, Asheville, North Carolina
- Hartsfield-Jackson Atlanta International Airport, Atlanta, Georgia
- Bermuda International Airport, St. George, Bermuda
- Logan International Airport, Boston, Massachusetts
- O'Hare International Airport, Chicago, Illinois
- Cincinnati-Northern Kentucky International Airport, Cincinnati, Ohio
- Dallas/Fort Worth International Airport Dallas/Ft. Worth, Texas
- Dayton International Airport, Dayton, Ohio
- Denver International Airport, Denver, Colorado
- Detroit Metropolitan Wayne County Airport, Detroit, Michigan
- Frankfurt International Airport, Frankfurt, Germany
- George Bush Intercontinental Airport, Houston, Texas
- William P. Hobby Airport, Houston, Texas
- Huntsville International Airport, Huntsville, Alabama
- Indianapolis International Airport, Indianapolis, Indiana (Em breve)
- Jacksonville International Airport, Jacksonville, Florida
- John F. Kennedy International Airport, New York, New York
- Kansas City International Airport, Kansas City, Missouri
- LaGuardia Airport, New York, New York
- Lambert-St. Louis International Airport, St. Louis, Missouri
- Lubbock International Airport, Lubbock, Texas
- McGhee Tyson Airport, Knoxville, Tennessee
- Memphis International Airport, Memphis, Tennessee
- Miami International Airport, Miami, Florida
- MidAmerica St. Louis Airport, Belleville, Illinois
- Minneapolis-St. Paul International Airport, Minneapolis, Minnesota
- Myrtle Beach International Airport, Myrtle Beach, South Carolina
- Nashville International Airport, Nashville, Tennessee
- Newark International Airport, Newark, New Jersey
- Orlando International Airport, Orlando, Florida
- Philadelphia International Airport, Philadelphia, Pennsylvania
- Pittsburgh International Airport, Pittsburgh, Pennsylvania (Em breve)
- Quad City International Airport, Moline, Illinois
- Raleigh-Durham International Airport, Raleigh-Durham, North Carolina
- Salt Lake City International Airport, Salt Lake City, Utah
- San Francisco International Airport, San Francisco, California
- Savannah-Hilton Head International Airport, Savannah, Georgia
- Sarasota/Bradenton International Airport, Sarasota, Florida
- Seattle-Tacoma International Airport, Seattle, Washington
- Sky Harbor International Airport, Phoenix, Arizona
- Southwest Florida International Airport, Fort Myers, Florida
- Springfield-Branson National Airport, Springfield-Branson, Missouri
- Tallahassee Regional Airport, Tallahassee, Florida
- Tucson International Airport, Tucson, Arizona (Em breve)
- Dulles International Airport, Washington, DC
- Reagan National Airport, Washington, DC
- Boise Air Terminal, Boise, ID

## Ligações Externas
- Website oficial